# 背叛

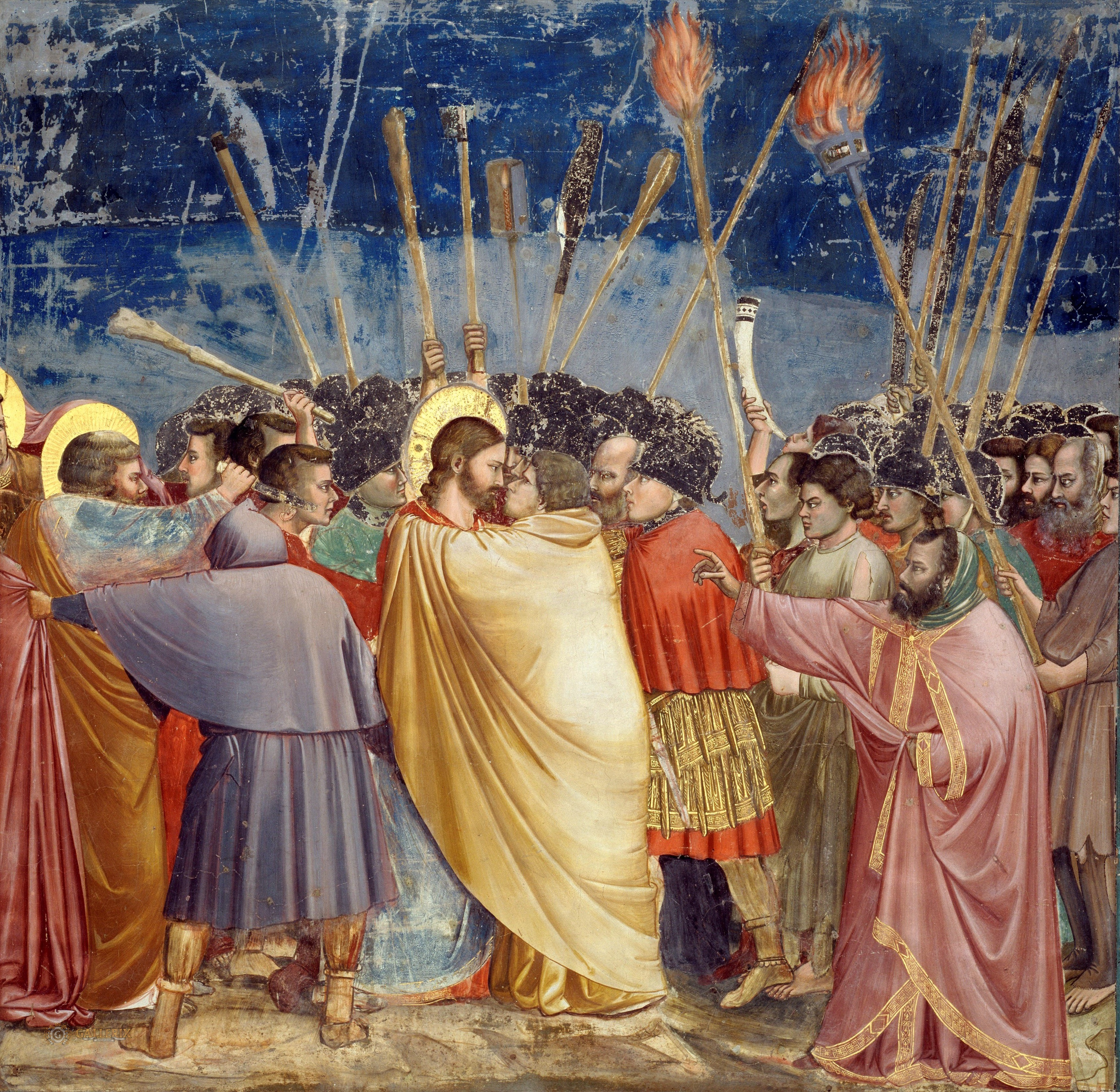
犹大之吻，1304年至1306年由喬托·迪·邦多內所繪，內容描述加略人猶大背叛耶稣

背叛是指在人際關係中破壞或是違背他人信任的行為，因而造成在道德或是心理上的衝突，背叛可以是人和人之間的、人和群體之間的、也可能是群體和群體之間，或是群體對單一個人的行為。對一個人（或團體）背叛多半是支持與這個人（或團體）敵對的一方，或者是完全破壞雙方以往曾經建立的規範。背叛他人的人一般會稱為背叛者或是叛徒。背叛也常常出現在文學作品中，也常在電影或是電視劇中出現，背叛也常常伴隨著劇情的大逆轉。

## 定義
哲學家朱迪丝·N·施克莱及菲力普·強生, 《The Ambiguities of Betrayal》和《Frames of Deceit》的作者，指出關於背叛，沒有清楚的定義，但透過文學比較可以有效的瞭解背叛

### 理論上及實務上的需要
Jackson有解釋為何需要對「背叛」有清楚的定義：
背叛一方面是人的問題，也是哲學上的問題。哲學家需要可以澄清背叛的概念，和其他道德相關的概念進行比較和對比，並且批判性的評估背叛的情境。在實務上，人們要可以誠實的理解背叛，並且緩和其後果：進行處理，不被背叛而攻擊。我們需要的是在概念上對背叛有清楚的認識，可以區分真正的背叛以及我們認知的背叛，並且可以針對如何在現實生活處理背叛有清楚的指導。
Ben-Yehuda在2001年的書（Betrayals and Treason Violations of Trust and Loyalty）用忠實、信任、道德邊界來作為說明工具，以一致性的分析架構，列出了各種的背叛及叛國。

## 書目
- Jackson, R. L.  (PDF). Humanitas (National Humanities Institute). 2000, XIII (2): 72–89  [2005-12-02]. （原始内容 (PDF)存档于2021-05-08）.